# Heilige jeneverbes
De heilige jeneverbes (Juniperus rigida) is een Oost-Aziatische conifeer uit de cipresfamilie. Hij is nauw verwant aan de gewone jeneverbes (Juniperus communis) en Juniperus conferta.

## Beschrijving

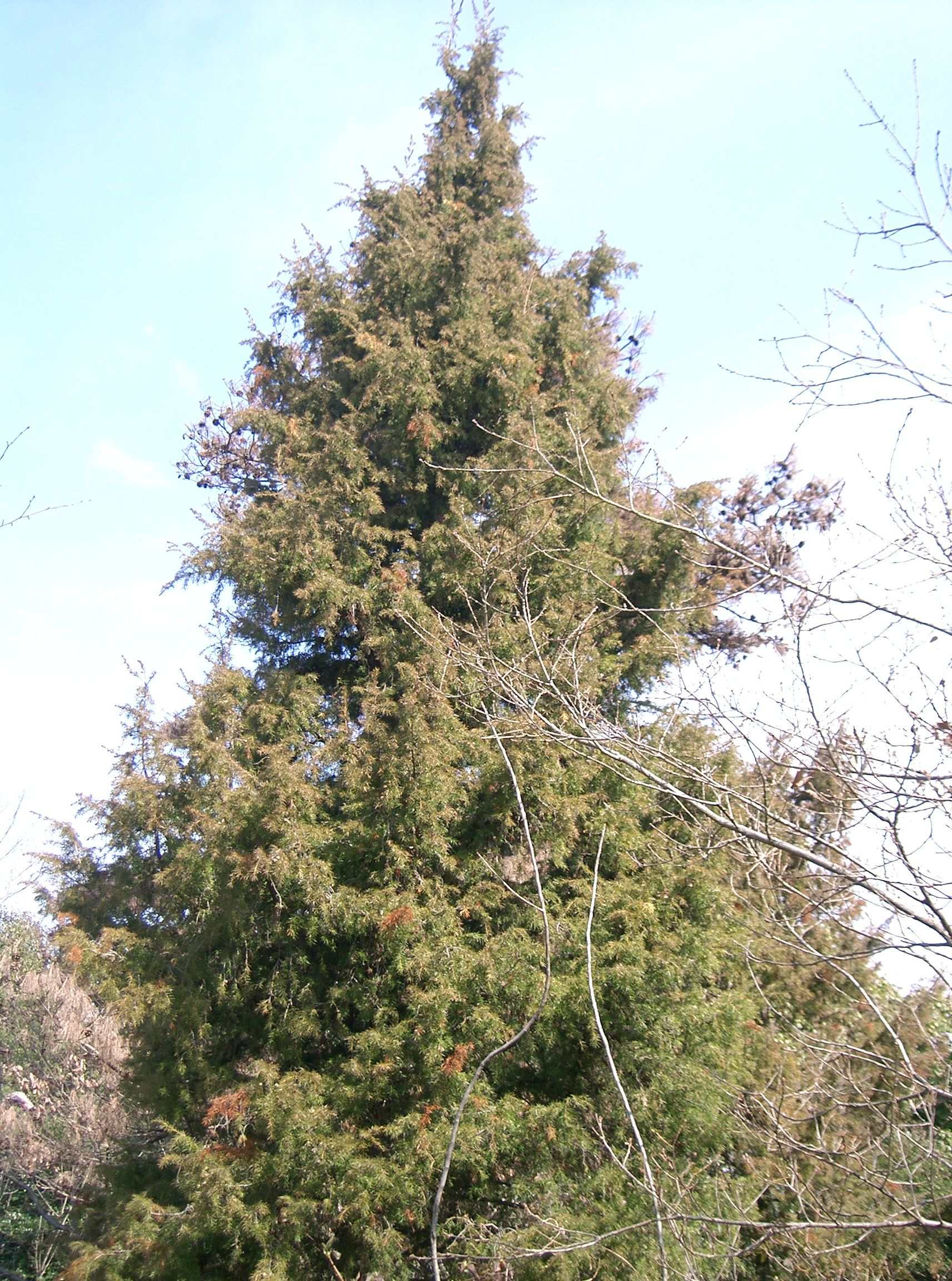
Volwassen boom in zijn natuurlijke habitat

De heilige jeneverbes is een groenblijvende plant die groeit als struik of boom. Het bereikt een hoogte van 6 tot 15 meter en een stamdiameter van 50 centimeter. De kroon is meestal asymmetrisch met spaarzaam begroeide, hangende takken. De grove schors is grijsbruin.
De naaldachtige, dof geelgroene bladeren zijn spits en zacht en tot twee centimeter lang. Ze staan per drie in uiteenstaande kransen op de twijgen. Aan de bovenkant loopt een witte stomagroef. De naalden hebben een grasachtige geur.
De heilige jeneverbes is tweehuizig. De besachtige vrouwelijke kegel heeft een diameter van vijf tot negen millimeter en is bedekt met een wittige, wasachtige laag. Het rijpt in 18 maanden van groen naar donkerpaars. Elke kegel bestaat uit drie, soms zes vergroeide schubben. Een kegel bevat drie zaden, elk in een schub. Bij zes schubben dragen alleen de drie grootsten zaad. Deze worden verspreid door frugivore vogels. De mannelijke gele kegel meet drie tot vijf millimeter en geeft in de lente stuifmeel af.

## Verspreidingsgebied
De heilige jeneverbes is inheems in het noorden van China, Korea, Japan en  het uiterste zuidoosten van Rusland, in Sachalin en kraj Primorje. Hij komt voor van 10 tot 2200 meter boven zeeniveau. De soort is geïntroduceerd in Californië en Alabama.

## Gebruik
De heilige jeneverbes wordt als sierplant gebruikt. In Japan is hij veel aangeplant in tempeltuinen. Ook wordt de plant gecultiveerd als bonsai en penjing.

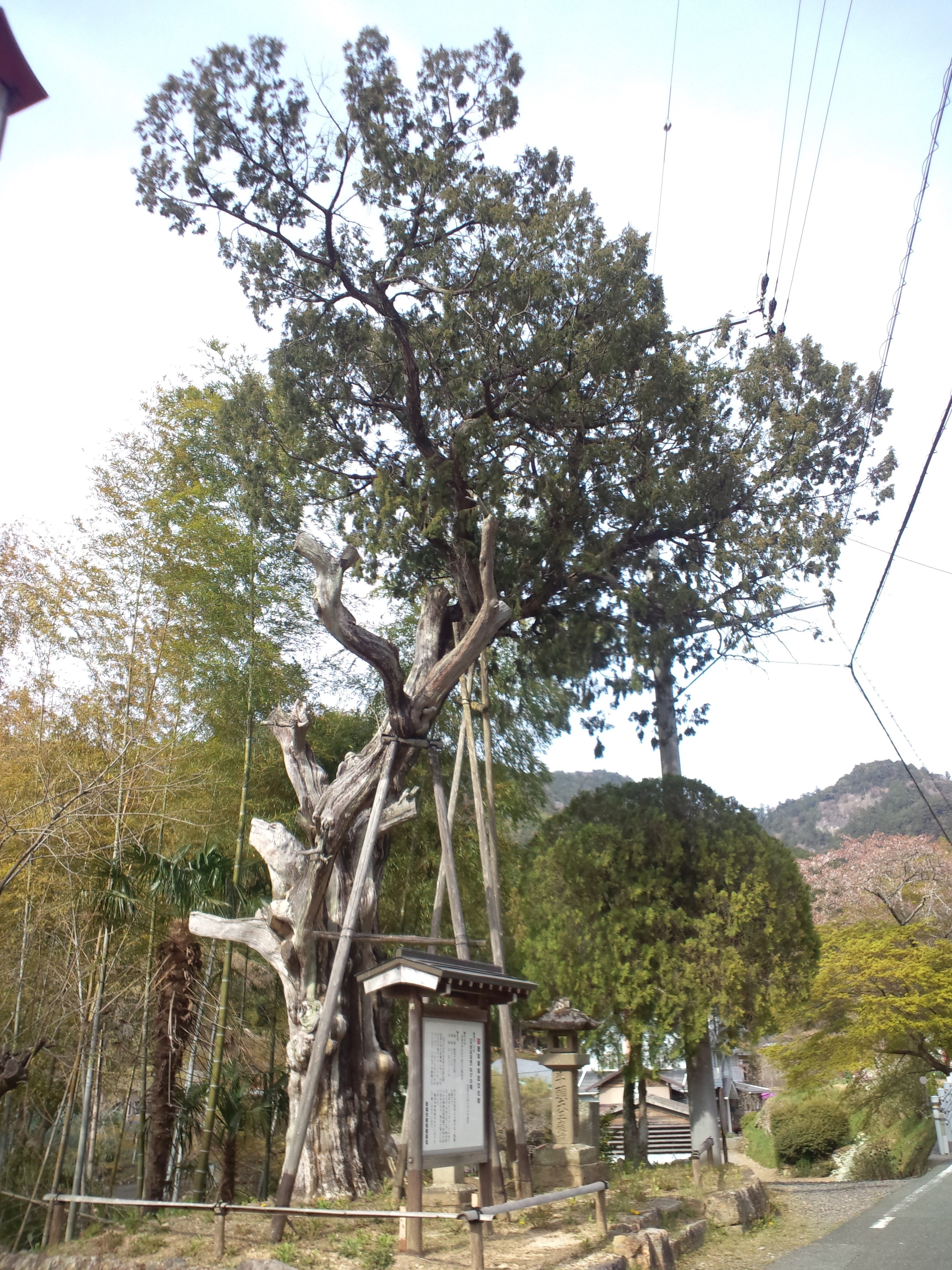
Heilige jeneverbes naast een boeddhistische tempel in Japan
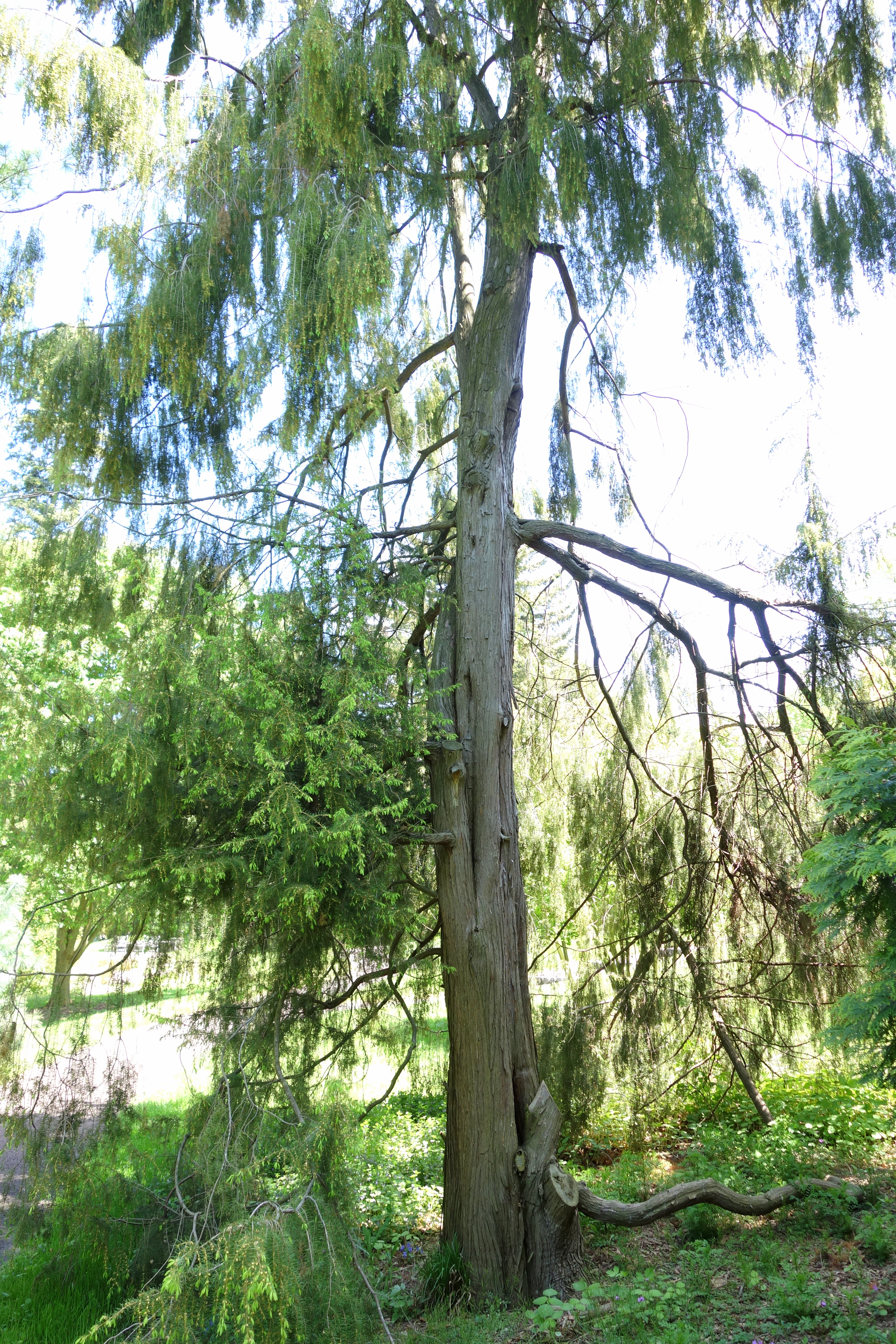
Exemplaar in het Morris Arboretum
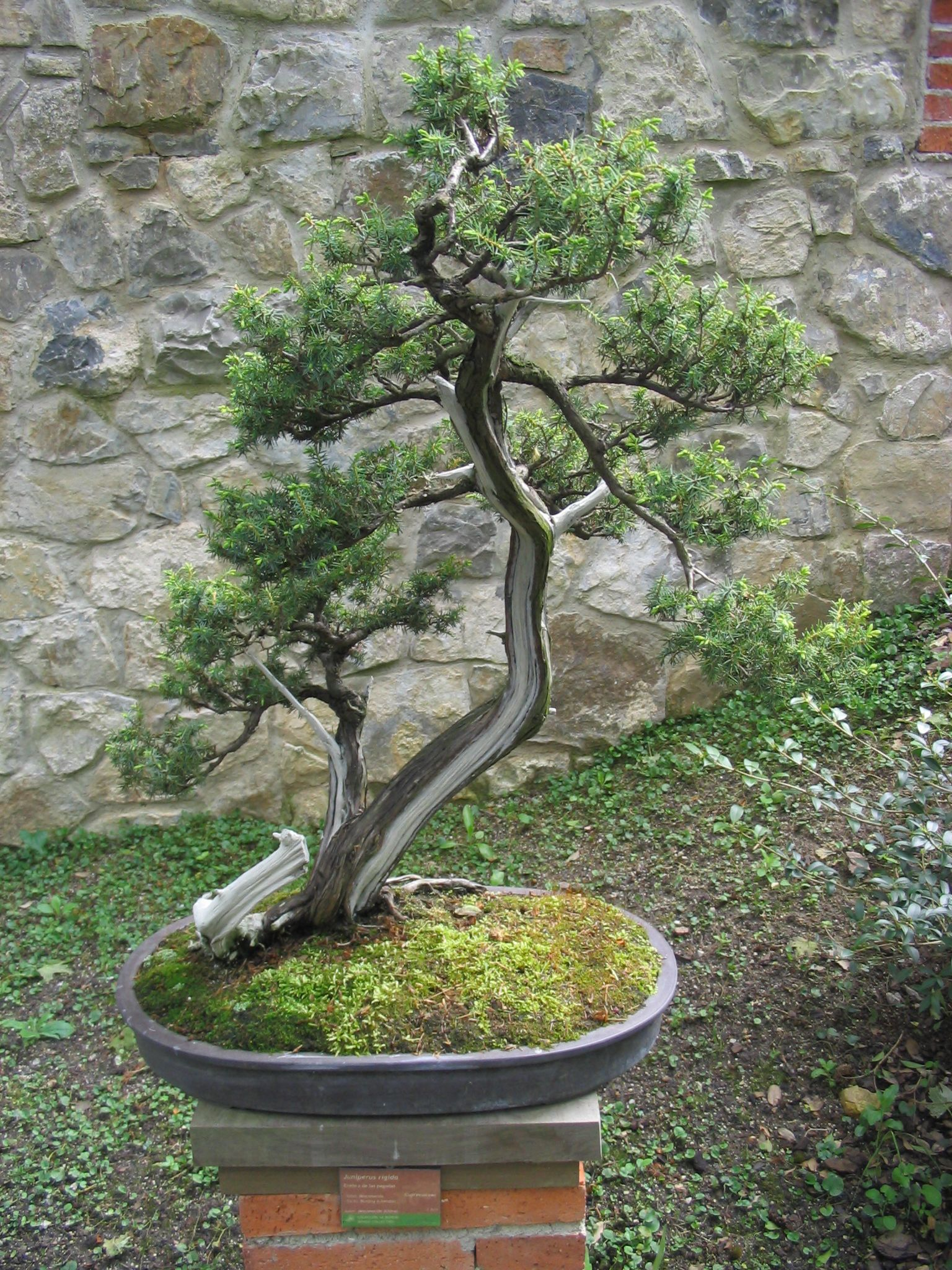
Bonsai van een heilige jeneverbes

... · 
J. brevifolia · 
J. californica · 
J. cedrus · 
J. chinensis (Chinese jeneverbes) · 
J. communis (jeneverbes) · 
J. excelsa (Griekse jeneverbes) · 
J. oxycedrus (stekelige jeneverbes) · 
J. phoenicea · 
J. recurva · 
J. rigida (heilige jeneverbes) · 
J. turbinata · 
...